# Zajeździmy kobyłę historii. Wyznania poobijanego jeźdźca

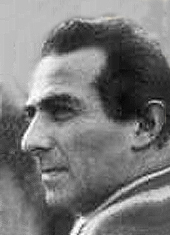
Karol Modzelewski, autor książki

Zajeździmy kobyłę historii. Wyznania poobijanego jeźdźca – autobiografia Karola Modzelewskiego wydana w 2013 w Warszawie przez Wydawnictwo Iskry. W 2014 książka została uhonorowana Nagrodą Literacką „Nike” dla najlepszej książki roku. Tytuł pochodzi z wiersza Lewą marsz (1918) Włodzimierza Majakowskiego w przekładzie Antoniego Słonimskiego. ((„Клячу истории загоним” (Левый марш)).
Autor, historyk mediewista, opisuje swoje losy od najwcześniejszego dzieciństwa spędzonego w Moskwie czasów wielkiego terroru aż po czasy współczesne. Po II wojnie światowej Modzelewski wraz z matką przyjechał do Warszawy, gdzie zamieszkał z przybranym ojcem, ministrem spraw zagranicznych PRL Zygmuntem Modzelewskim. W 1956 wraz z robotnikami Fabryki Samochodów Osobowych na warszawskim Żeraniu szykował obronę zakładu na wypadek możliwej sowieckiej inwazji. Wychowany w wierze w komunizm, w 1965 wraz z Jackiem Kuroniem napisał list otwarty do partii krytykujący praktykę rządów PZPR w Polsce, za co obaj zostali skazani na kilkuletnie więzienie. Po Marcu 1968 ponownie znalazł się w więzieniu. W 1980 zaangażował się w budowanie NSZZ „Solidarność”, został jednym z jej przywódców, rzecznikiem a także autorem nazwy związku. Po wprowadzeniu stanu wojennego w 1981 został internowany. W latach PRL spędził w więzieniach łącznie 8,5 roku.